# Elias S. Stover

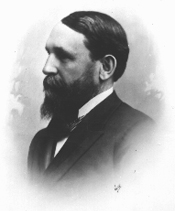
Elias S. Stover (1892)

Elias Sleeper Stover (* 22. November 1836 in Rockland, Knox County, Maine; † 3. Februar 1927 in Albuquerque, New Mexico) war ein US-amerikanischer Politiker. Zwischen 1873 und 1875 war er Vizegouverneur des Bundesstaates Kansas.

## Werdegang
Elias Stover fuhr er wie sein Vater zur See. Seit 1858 lebte er im Kansas-Territorium. Während des Bürgerkrieges diente er in einer Freiwilligeneinheit aus Kansas, die zum Heer der Union gehörte. Er nahm an einigen Schlachten teil und brachte es bis zum Hauptmann. Politisch schloss er sich der Republikanischen Partei an. 1867 wurde er in das Repräsentantenhaus von Kansas gewählt; in den Jahren 1871 und 1872 saß er im Staatssenat. Während seiner Zeit in Kansas war er auch als Indianeragent und im Bankgewerbe tätig.
1872 wurde Stover an der Seite von Thomas A. Osborn zum Vizegouverneur von Kansas gewählt. Dieses Amt bekleidete er zwischen dem 13. Januar 1873 und dem 11. Januar 1875. Dabei war er Stellvertreter des Gouverneurs. Im Jahr 1876 zog er in das New-Mexico-Territorium. Zwischen 1881 und 1883 bekleidete er das Amt des County Commissioner im Bernalillo County und im Jahr 1889 war er Delegierter auf einem Verfassungskonvent seines Territoriums. Zwischen 1891 und 1897 fungierte er als der erste Präsident der University of New Mexico. Er war außerdem Mitgründer der First National Bank of Council Grove und der First National Bank of Albuquerque. Stover starb am 3. Februar 1927 in Albuquerque, wo er auch beigesetzt wurde.